# 角田市立北角田中学校
角田市立北角田中学校（かくだしりつ きたかくだちゅうがっこう）は、宮城県角田市江尻にある公立中学校。

## 校訓
自主、奉仕、健康

## 沿革
- 1966年（昭和41年）4月1日 - 北郷中学校、東根中学校、桜中学校が統合し、新設の北角田中学校が開校[2]
- 2009年（平成21年）
  - 3月 - 新校舎完成
  - 4月1日 - 角田市立西根中学校と統合[3]

## 学区
- 角田市立桜小学校、角田市立北郷小学校の通学区域[4]